# Município de Tully (condado de Van Wert, Ohio)
O município de Tully (em inglês: Tully Township) é um município localizado no condado de Van Wert no estado estadounidense de Ohio. No ano de 2010 tinha uma população de 2.054 habitantes e uma densidade populacional de 21,93 pessoas por km².

## Geografia
O município de Tully encontra-se localizado nas coordenadas 40° 56′ 52″ N, 84° 44′ 31″ O. Segundo a Departamento do Censo dos Estados Unidos, o município tem uma superfície total de 93.64 km², da qual 93,49 km² correspondem a terra firme e (0,16 %) 0,15 km² é água.

## Demografia
Segundo o censo de 2010, tinha 2.054 habitantes residindo no município de Tully. A densidade populacional era de 21,93 hab./km². Dos 2.054 habitantes, o município de Tully estava composto pelo 97,76 % brancos, o 0,24 % eram afroamericanos, o 0,15 % eram amerindios, o 0,15 % eram asiáticos, o 0,58 % eram de outras raças e o 1,12 % eram de uma mistura de raças. Do total da população o 2,48 % eram hispanos ou latinos de qualquer raça.